# Lampyroidea
Lampyroidea is een geslacht van kevers uit de familie glimwormen (Lampyridae). Het geslacht werd voor het eerst wetenschappelijk beschreven in 1875 door Costa.

## Soorten
- Lampyroidea achaiaca Geisthardt, 1999
- Lampyroidea antennalis Geisthardt, 1988
- Lampyroidea dispar (Fairmaire, 1855)
- Lampyroidea graeca (Laporte, 1833)
  - = Luciola graeca Laporte, 1833
- Lampyroidea lucifer (Reiche, 1857)
- Lampyroidea maculata Geisthardt and Day, 2004
- Lampyroidea maculicollis (Mulsant and Wachanru, 1852)
- Lampyroidea nigrescens E. Olivier, 1884
- Lampyroidea persica E. Olivier, 1907
- Lampyroidea quadrinotata Wittmer, 1935
- Lampyroidea schneideri Geisthardt, 1999
- Lampyroidea tenenbaumi Pic, 1928